# Sobralia macrophylla
Sobralia macrophylla är en orkidéart som beskrevs av Heinrich Gustav Reichenbach. Sobralia macrophylla ingår i släktet Sobralia och familjen orkidéer. Inga underarter finns listade i Catalogue of Life.

## Bildgalleri

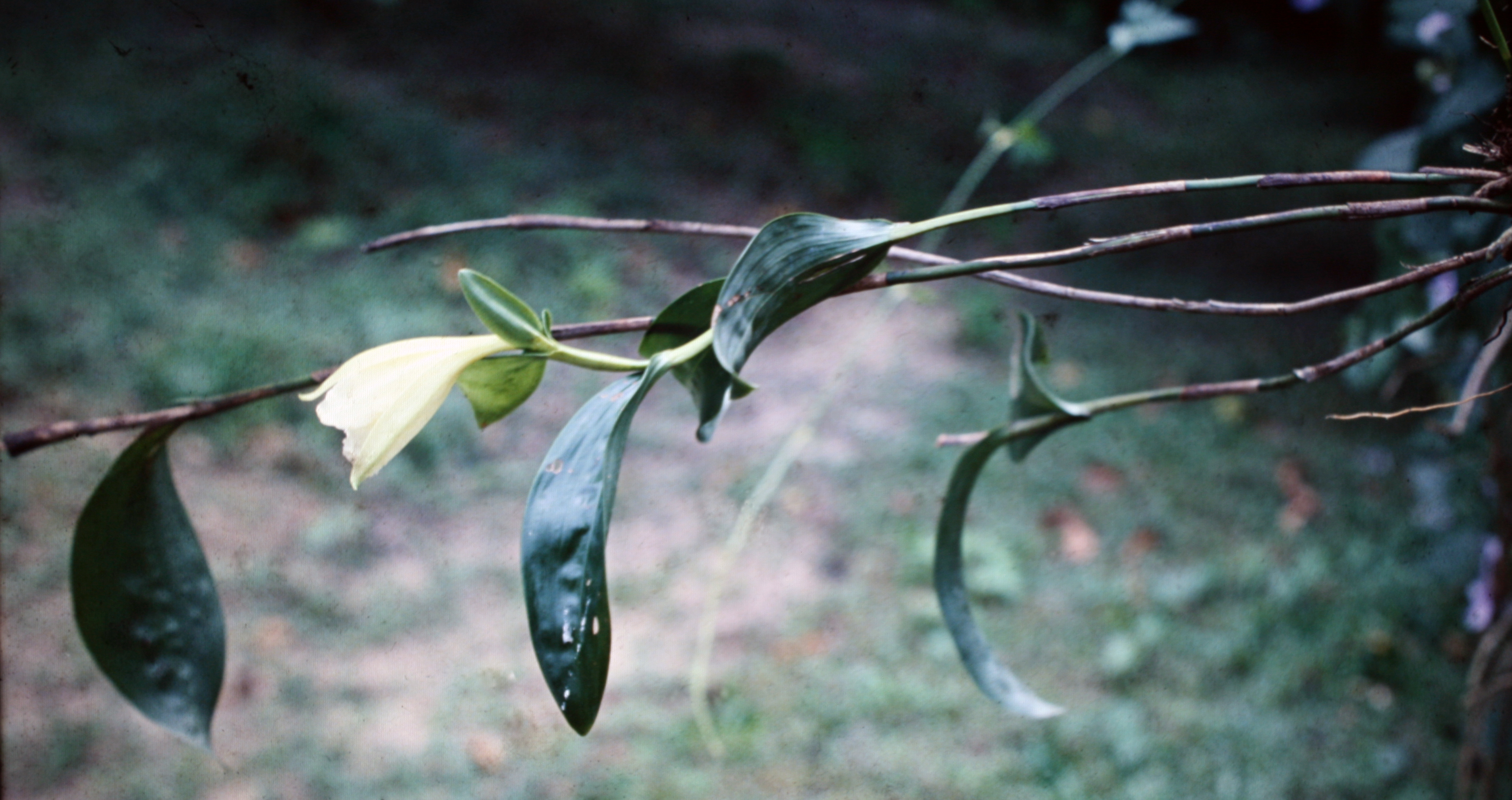
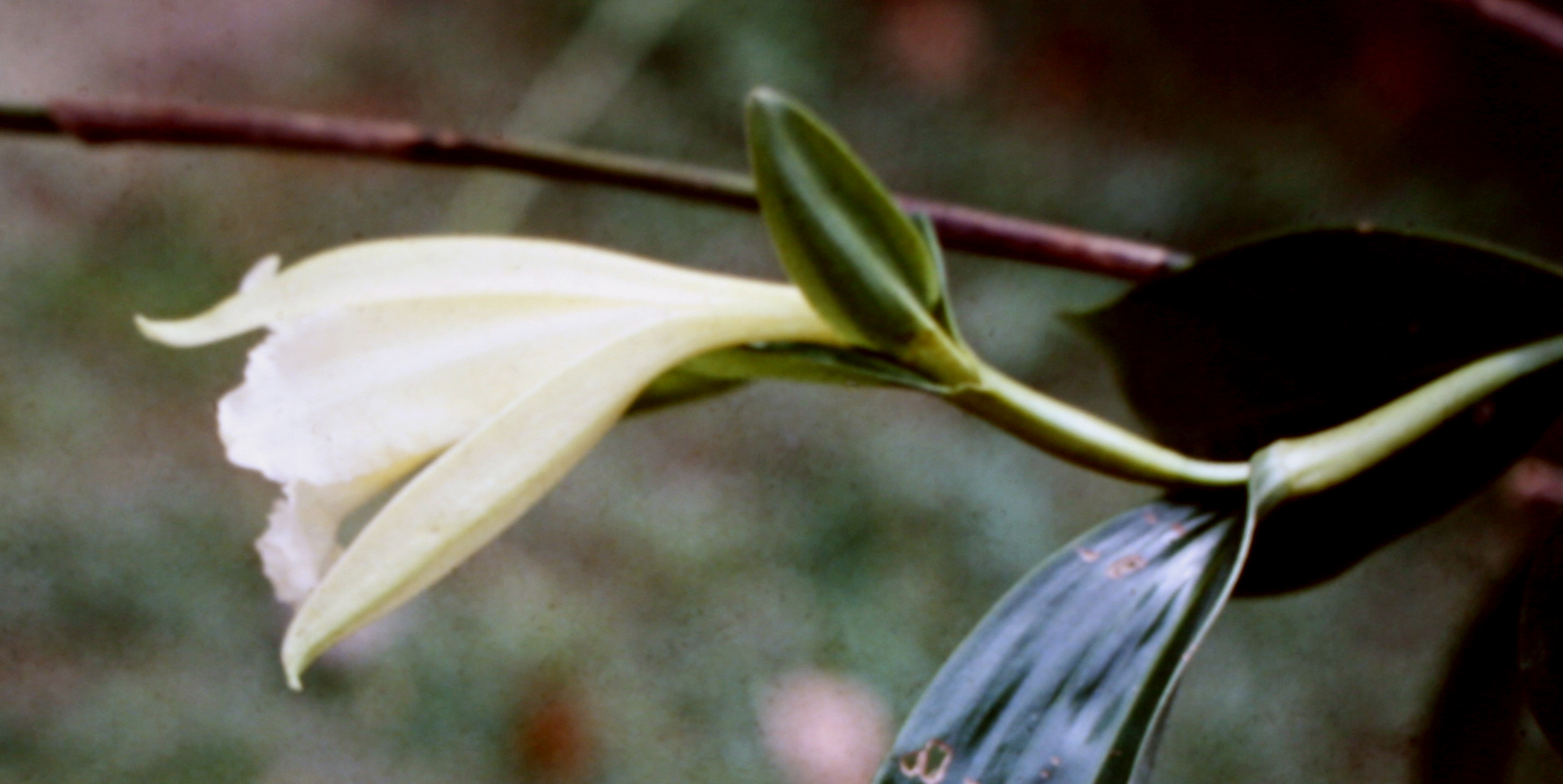
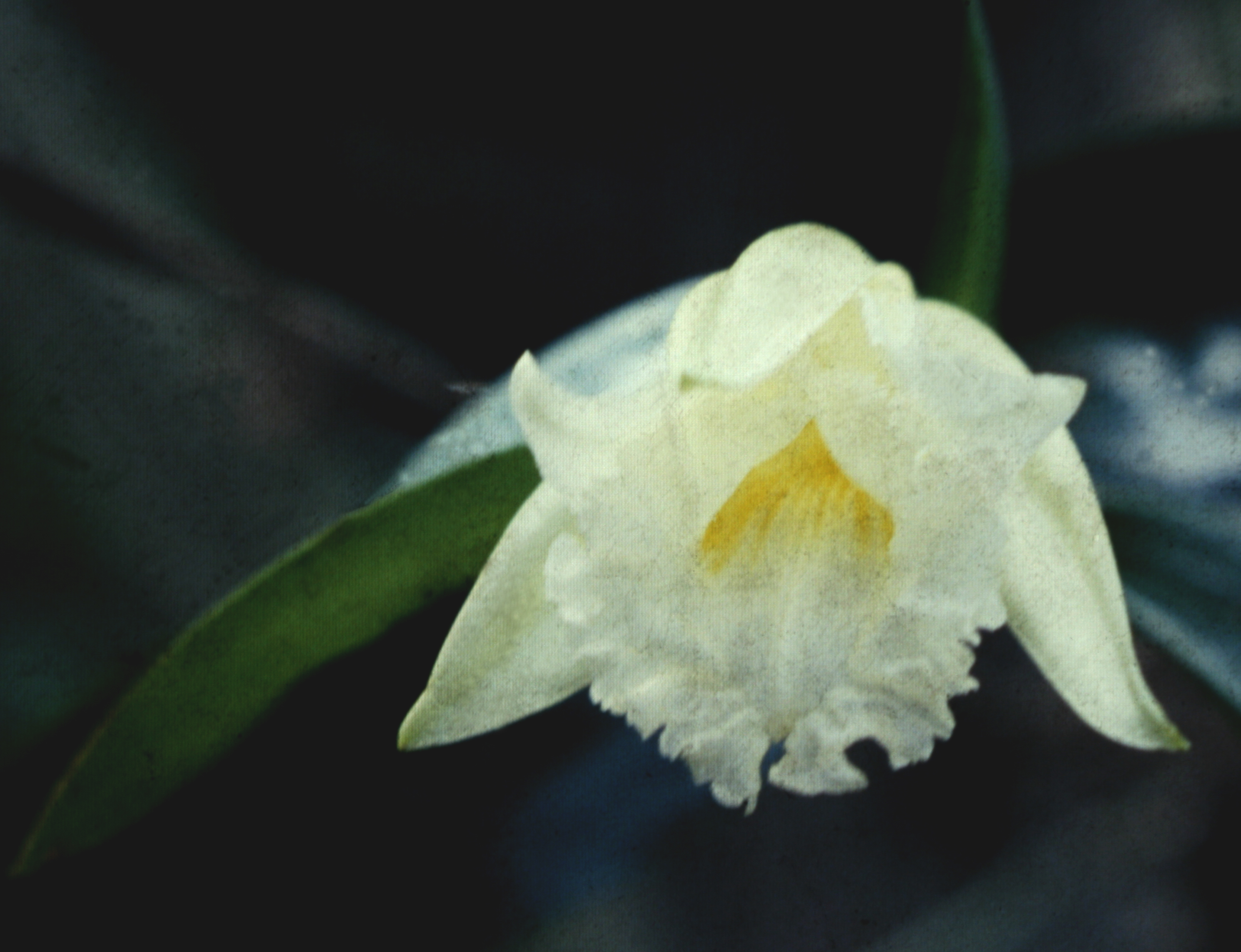
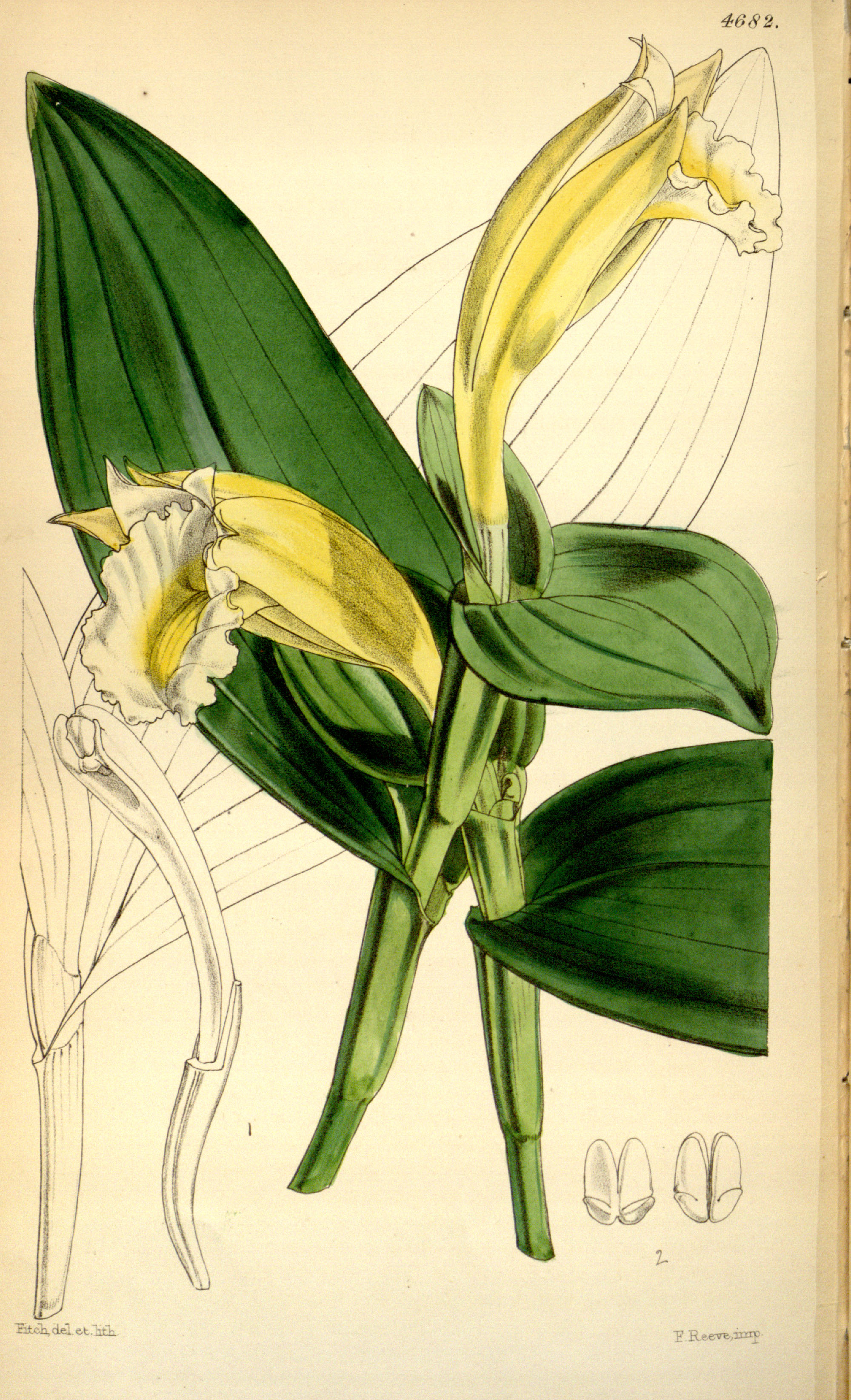
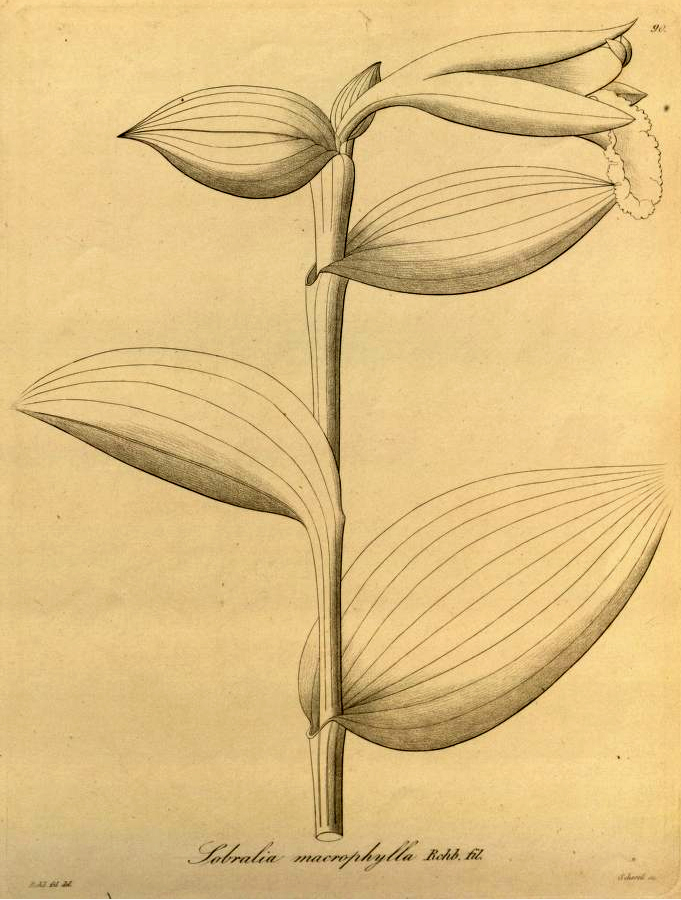